# Facultad de Medicina (Universidad de Cádiz)
La Facultad de Medicina es la más antigua de todas de la Universidad de Cádiz, heredera directa del Real Colegio de Cirugía de Cádiz fundado en 1748, bajo el reinado de Fernando VI, la primera institución de Europa que combinó medicina y cirugía en el mismo centro.

## Historia
El origen de la facultad están en la medicina naval, contituyéndose en colegios médicos de la armada, escuelas de cirujanos y a causa de la legislación de la época, la conversión de los Reales Colegios en Facultades.

### El Anfiteatro Anatómico y Escuela de Practicantes
Las enseñanzas proporcionadas por los cirujanos desembarcados se darían en una Escuela de Anatomía fundada en el Hospital Real de Cádiz. Juan Lacomba creó la Escuela de Practicantes en 1728, anexa a la Facultad de Medicina. En 1730 se construyó un Anfiteatro Anatómico dentro del Real Colegio de Cirugía, que atrajo instituciones médicas. Las instituciones donde esta revolución se llevaría a cabo en los anfiteatros anatómicos de Cádiz y de Barcelona, siendo los de Cartagena y Ferrol, secundados por la creación de los de Cádiz y Barcelona.

### Real Colegio de Cirugía de la Armada
En 1748 se crea en Cádiz el Real Colegio de Cirugía de la Armada, creado por Pedro Virgili a partir del Colegio de Practicantes de Juan Lacomba, primera institución de Europa en conceder el título de médico-cirujano, formando -a partir de 1791- a sus alumnos en ambas disciplinas, que estaban separadas hasta entonces: la primera en universidades y la segunda en colegios. Esta novedad fue luego adoptada más adelante, primeramente por la ciudad de Montpellier, y luego por el resto de Europa, siendo Cádiz la pionera.
Finalmente, por Real Cédula de 15 de enero de 1831 se establece la Real Academia Nacional de Medicina y Cirugía de la Provincia de Cádiz, que cubría los Distritos de Cádiz, Huelva, Málaga, Islas Canarias y posesiones del norte de África. Siguen perteneciendo a ella los que “al tiempo de la aprobación de este Reglamento eran socios de las antiguas Academias”.

### De Real Colegio a Facultad de Medicina
En 1843 se eliminan los Reales Colegios y se transforman en "Facultades de Ciencias Médicas", aunque el de Cádiz cerró, se reabrió en 1844 y al año siguiente se transforma en Facultad de Medicina de la Universidad de Sevilla, sede en Cádiz. 
El 26 de septiembre, una Real Orden, la cambia en la Facultad de Medicina de la Universidad Literaria de Sevilla en Cádiz.

### Facultad de Medicina
Un siglo después de la creación del Real Colegio de Cirugía de la Armada por Virgili, se establece en Facultad, la cual queda integrada en la Universidad de Sevilla, cuyas prácticas eran realizada en el Hospital de Mora, actual Facultad de Empresariales de la Universidad de Cádiz. Asimismo, contó con numerosos docentes médicos que ejercían simultáneamente su actividad asistencial en Cádiz, como fue el caso de Fernando Camúñez del Puerto.
Esta Facultad, es el germen de la Universidad de Cádiz, la cual se crea en 1979, la facultad se escinde de la de  Sevilla, siendo la facultad más antigua de todas de Cádiz:

Se crea la Universidad de Cádiz, que constará inicialmente de las Facultades de Ciencias y Medicina, Escuelas Universitarias de Estudios Empresariales, de Profesorado de Educación General Básica, de Ingeniería Técnica Industrial, de Ingeniería Técnica Naval y de Enfermería, existentes en Cádiz, y las de Ingeniería Industrial de Algeciras y de Estudios Empresariales de Jerez de la Frontera, actualmente dependientes todas ellas de la Universidad de Sevilla y de la facultad de Filosofía y Letras y la de Derecho (ésta con sede en Jerez de la Frontera) de nueva creación.

Artículo 2, Ley 30 octubre 1979, núm. 29/79 (Jefatura del Estado) Universidades. Crea las de Alicante, Cádiz y León y Politécnica de Las Palmas

En el siglo XXI, los decanos y decanas de la Facultad de Medicina de Cádiz han sido:
- Juan Gibert
- Felicidad Rodríguez
- Antonio Lorenzo
- Manuel Rosety

A través de los años ha ido variando su denominación pero manteniendo siempre su origen médico y sanitario:
- 1728 Colegio de Practicantes de la Armada
- 1748 Real Colegio de Cirugía
- 1791 Real Colegio de Medicina y Cirugía
- 1821 Escuela Especial de Ciencias de Curar
- 1823 Real Colegio de Medicina y Cirugía
- 1836 Colegio Nacional de Medicina y Cirugía
- 1845 Facultad de Medicina de la U. de Sevilla en Cádiz
- 1979 Facultad de Medicina de la U. de Cádiz[2]